# Johann Kaspar Wetzel

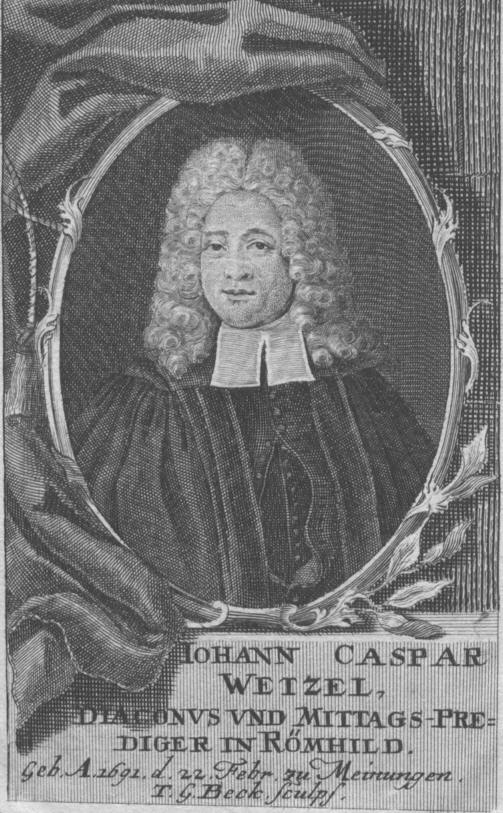
Johann Kaspar Wetzel, zeitgenössischer Kupferstich

Johann Kaspar Wetzel (auch: Johann Caspar Wezel; * 22. Februar 1691 in Meiningen; † 6. August 1755 ebenda) war ein deutscher evangelischer Theologe, Hymnologe und Kirchenlieddichter.

## Leben
Der Sohn des Schuhmachers Johann Michael Wetzel hatte frühzeitig Talent erkennen lassen. Da seine Eltern für eine akademische Laufbahn nicht die nötigen finanziellen Mittel aufbringen konnten, sollte er eigentlich den Beruf des Vaters ergreifen. Jedoch konnte er seine Eltern von einem akademischen Werdegang überzeugen. So begann er 1705 am Lyzeum seiner Vaterstadt und 1708 am Gymnasium in Schleusingen seine Ausbildung, wo Gottfried Ludovici als Rektor der Anstalt einen entscheidenden Einfluss auf ihn ausübte. In dieser Zeit wurde in ihm eine Vorliebe für geistliche Lieder geweckt; zugleich erwies er sich als ein guter Hebraist.
1711 bezog er die Universität Jena, um sich dem Studium der Theologie zu widmen. Michael Förtsch (1654–1724) und Johann Franz Buddeus waren dort seine Hauptlehrer auf dem Gebiet des theologischen Wissens. In den orientalischen Sprachen und ihrer Literatur unterwiesen ihn Johann Andreas Danz (1654–1727) und Johann Reinhard Rus (1679–1738). Rhetorik hörte er bei Johann Kasper Posner (1673–1718), Mathematik bei Georg Albrecht Hamberger (1662–1716), Philosophie bei Johann Jacob Syrbius (1674–1738) und Gottlieb Stolle (1673–1744). Die begonnenen Studien setzte Wezel an der Universität Halle fort, wo er unter Joachim Justus Breithaupt, Paul Anton, Joachim Lange und August Hermann Francke Leitung, seine theologischen Kenntnisse erweiterte.
Nach Beendigung seiner Studien fand Wezel als Privatlehrer eine Anstellung. Als solcher kam er auch in das Haus des herzoglichen Rates Georg Paul Hönn (1662–1747) in Coburg. Hier lernte ihn der kurmainzische Resident in Nürnberg Freiherr Georg Christoph von Wölcker kennen, der ihn dann im Dezember 1718 als seinen Reisesekretär auf eine längere Reise nach Italien und die Schweiz mit sich nahm. Während jener Reise lernte er Nürnberg, Regensburg, Wien, Neapel kennen und konnte sich mit den Gelehrten in diesen Städten vertraut machen. Nach Coburg zurückgekehrt, fand er im Haus von Hönn wieder eine Anstellung. Hönn zog ihn auch zur Mitarbeit an seinem berühmten Betrugs-Lexikon heranzog, dessen erster Teil 1721 in Coburg erschien.
Nach dem Erscheinen des Buches wurde Wetzel von Herzog Anton Ulrich von Sachsen-Meiningen nach Amsterdam als Prinzenerzieher berufen. 1724 wurde er Kabinettsprediger bei der verwitweten Herzogin Elisabeth Sophie von Sachsen-Meiningen in Meiningen. Im Dezember 1727 erhielt er einem Ruf als Diakon (Assistenzpfarrer) nach Römhild, den er nach seiner am 12. Dezember 1727 in Coburg erfolgten Ordination am 1. Januar 1728 antrat. Als er gleich in seinem ersten Jahr von der Kanzel Kritik an der hier übliche Feier des Gregoriusfestes übte, machte er sich manche Feinde in der Stadt.
Er erreichte zwar eine Einschränkung der Feier, jedoch überging man ihn, wenn es galt, höhere kirchliche Stellen neu zu besetzen. Da dies über zwanzig Jahre so ging, kam er auch in finanzielle Schwierigkeiten, so dass seine Frau als Spinnerin die Haushaltskasse auffüllen musste. Erst als die Herzogin-Witwe, deren Kabinettsprediger er früher in Meiningen gewesen war, ihren Witwensitz nach Römhild verlegte und ihn wieder zu ihrem Hofprediger machte, verbesserte sich seine Lage. Später ist er auch Archidiakon geworden. Jedoch war seine Kraft durch Not und Krankheiten gebrochen. Auf der Rückreise von Liebenstein, wo er vergeblich Linderung seiner Leiden gesucht hatte, starb er plötzlich in seinem Geburtsort im Alter von 64 Jahren.

## Wirken
Wetzel galt als ein guter Prediger, wurde aber vor allem als Hymnologe bekannt. Er beschäftigte sich mit diesen Studien schon in Schleusingen und dann in Halle. So ist vor allem in diesem Zusammenhang seine Hymnopoeographia oder Historische Lebensbeschreibung der berühmtesten Liederdichter zu nennen. Das Werk ist ursprünglich auf 3 Teile angelegt; es enthält in alphabetischer Ordnung biographische Angaben über die Dichter geistlicher Lieder in der deutschen evangelischen Kirche neben Aufzählung ihrer Lieder und Angaben über die Drucke derselben. Der erste Teil erschien 1719, gedruckt vor seiner italienischen Reise mit einer Vorrede vom Dezember 1718; der zweite 1721; der dritte 1724 nach seiner Rückkehr aus Amsterdam. Wenn das Werk auch nicht die Zuverlässigkeit und Genauigkeit hat, die man später von einer solchen Arbeit forderte, so muss doch anerkannt werden, dass Wetzel mit der betreffenden Literatur sehr bekannt war und mit großem Fleiße und nicht ohne Kritik gearbeitet hat.
Zusätze und Nachträge lieferte er 1728 in einem vierten Teil, der jedoch gewöhnlich bei dem Werke fehlt. Ein fünfter Teil, der 1735 erscheinen sollte, ja als schon erschienen angegeben wurde, ist wegen des Todes des Verlegers nicht erschienen. Dafür gab Wetzel von 1751 bis 1755 noch zwölf Stücke als Nachlesen unter dem Titel Analecta hymnica heraus, die zusammen zwei Bände umfassen und nicht zu Ende geführt sind.
Wetzel hat auch selbst geistliche Lieder gedichtet. Sie erschienen größtenteils in der von ihm unter dem Namen Heilige und dem Herrn gewidmete Andachtsfrüchte herausgegebenen Sammlung. Diese Lieder sind auch den drei Teilen seiner Hymnopoeographia als Anhang beigegeben. Einige von ihnen haben Aufnahme in Gemeindegesangbücher gefunden; so die Lieder Gott sorgt für mich, was soll ich sorgen und Mein Gott, ich leb in schweren Sorgen, welche beide zum Beispiel sich in dem hannoverschen Gesangbuch von 1740 befanden. Keins von ihnen ist in heute gebräuchlichen Gesangbüchern vertreten.

## Werke
- Das jetztlebende gelehrte Coburg, mit dazu gehörigen Schriften, Bemerkungen und Epitaphiis, von Antonio Coburgero. Itzipoli (Coburg) 1718
- Heilige Andachtsfrüchte, in fünf Lieder-Opfern. Coburg 1718–1722, 5 Teile
  - Teil 1. Digitalisat des Exemplars der Universitätsbibliothek Göttingen
  - Teil 2: Digitalisat des Exemplars der Universitätsbibliothek Göttingen
  - Teil 3: Digitalisat des Exemplars der Universitätsbibliothek Göttingen
  - Teil 4: Digitalisat des Exemplars der Universitätsbibliothek Göttingen
  - Teil 5: Digitalisat des Exemplars der Universitätsbibliothek Göttingen
- Hymnopoeographia, oder historische Lebensbeschreibung der berühmtesten Lieder-Dichter. Herrnstadt 1719–1728, 4 Teile;
  - Teil 1: urn:nbn:de:bvb:12-bsb10123079-8
  - Teil 2: urn:nbn:de:bvb:12-bsb10123084-2
  - Teil 3: urn:nbn:de:bvb:12-bsb10592987-0
  - Teil 4: urn:nbn:de:bvb:12-bsb10123082-1
- Heiliges Hochzeit – Geschenk, in 12 Hochzeitliedern. Meiningen 1722, Digitalisat
- Singularia Weinreichiana, das ist M. Joh. Michael Weinreichs, fürstl. Sächs. Hof-Diakoni zu Meiningen, merkwürdiges Leben und Lieder, wie auch andere geistliche Poesien über die Evangelia, Episteln und Passion. Nürnberg 1728, urn:nbn:de:bvb:12-bsb10593399-2
- Hymnologia sacra, oder D. Heinrich Müller's zehn andächtige Betrachtungen von geistlichen Liedern; nebst einer Vorrede von dem sogenannten Gregoriusfest und Liedern. Nürnberg 1728
- Jubilirende Liederfreude, das ist, zwölf andächtige Jubel-Lieder auf das Jubel-Fest wegen der Augsburg. Confession. Römhild 1730, Digitalisat des Exemplars der Universitätsbibliothek Göttingen
- Quaestio moralis: An Festum Gregorii sit actio vana, ideoque abrogandum? Ob das Gregoriusfest eine sündliche Eitelkeit und daher abzuschaffen sey? Römhild 1733
- Hymnologia passionalis, das ist, vier und zwanzig Passionsandachten über das Lied: Das Leben für uns in den Tod gegeben u.s.w. Nürnberg 1733, Digitalisatd
- Kurzgefasste Kirch- und Schul- wie auch Brand-Historie der Stadt Römhild, vom Anfange der Hennebergischen Reformation bis auf gegenwärtige Zeit, zum Druck gegeben u. s. w. Römhild 1735, urn:nbn:de:bvb:12-bsb10013494-4
- Hymnologia polemica, das ist, vier und zwanzig Andachten über das Lied: Du Friedefürst, Herr Jesu Christ; zur Erweckung wahrer Busse bey gegenwärtigen Kriegsläuften. Arnstadt 1735; Digitalisat des Exemplars der Universitätsbibliothek Göttingen
- Gnade und Ehre der Frommen, als Ihro Russisch Kayserl. Majestät, Frau Anna Iwanowna, Dero geehrtesten Frau Schwiegermutter, Frau Elisabetha Sophia, verwittweten Herzogin zu Sachsen-Coburg und Meinungen, den Russischen Orden der heil. Catharina conferiren zu lassen allergnädigst geruheten; in einer Christlieben Ordenspredigt über Psalm 84,12.13. — in der fürstl. Schlosskirchen vorgestellet u. s. w. Römhild 1738, urn:nbn:de:gbv:3:1-753227-p0003-1
- Reliquiae Elisabethanae das ist, Historische Nachricht von den Reliquien und Heiligthümer der Heil. Elisabeth: An dem ... Nahmens-Tage ... der Fürstin Elisabetha Sophia ... Herzogin zu Sachsen-Coburg und Meiningen ... Römhild 1739
- Gute Gedancken an seinem Geburts-Tag, als am Tage Petri 1741. Digitalisat
- Reden von Gottes Güte und Ernst bey Unglücksfällen. Frankfurt 1742
- Analecta hymnica, oder merkwürdige Nachlesen zur Liederhistorie; zum Druck gegeben u.s.w. Gotha 1751–1755, 2 Bände oder 12 Teile
  - Band 1, 1. Stück, 1751: urn:nbn:de:bvb:12-bsb10123087-8, urn:nbn:de:bsz:16-diglit-294365
  - Band 1, 2. Stück, 1751: urn:nbn:de:bvb:12-bsb11338314-5, urn:nbn:de:bsz:16-diglit-294373
  - Band 1, 3. Stück, 1751: urn:nbn:de:bvb:12-bsb11338315-0, urn:nbn:de:bsz:16-diglit-294381
  - Band 1, 4. Stück, 1752: urn:nbn:de:bvb:12-bsb11338316-6, urn:nbn:de:bsz:16-diglit-294394
  - Band 1, 5. Stück, 1752: urn:nbn:de:bvb:12-bsb11338317-1, urn:nbn:de:bsz:16-diglit-294400
  - Band 1, 6. Stück, 1752: urn:nbn:de:bvb:12-bsb11338318-6, urn:nbn:de:bsz:16-diglit-294417
  - Band 2, 1. Stück, 1753: urn:nbn:de:bvb:12-bsb10123088-3, urn:nbn:de:bsz:16-diglit-295413
  - Band 2, 2. Stück, 1754: urn:nbn:de:bvb:12-bsb11338319-6, urn:nbn:de:bsz:16-diglit-295420
  - Band 2, 3. Stück, 1754: urn:nbn:de:bvb:12-bsb11338320-9, urn:nbn:de:bsz:16-diglit-295438
  - Band 2, 4. Stück, 1754: urn:nbn:de:bvb:12-bsb11338321-4, urn:nbn:de:bsz:16-diglit-295443
  - Band 2, 5. Stück, 1755: urn:nbn:de:bvb:12-bsb11338322-0, urn:nbn:de:bsz:16-diglit-295457
  - Band 2, 6. Stück, 1756: urn:nbn:de:bvb:12-bsb11338323-5, urn:nbn:de:bsz:16-diglit-295460
- Johann Caspar Wetzel's und in dessen Bibliotheca vorhandene geistliche Lieder-Schrifften. Römhild 1748